# Quesada (Costa Rica)
Quesada es el distrito primero y ciudad cabecera del cantón de San Carlos, en la provincia de Alajuela, Costa Rica.
Quesada, comúnmente conocida como Ciudad Quesada, es el principal centro comercial del cantón de San Carlos para empresas ganaderas y agrícolas en la zona circundante de la Región Huetar Norte.

## Toponimia
Su nombre corresponde al apellido Quesada, de origen español y a su vez un topónimo del municipio español de Quesada en Jaén.
Surgió como un honor concedido a los fundadores originales de Quesada; don Manuel Quesada Bastos, los hermanos Baltazar y Joaquín Quesada Rodríguez, y José María Quesada Ugalde.  Más tarde también se reconoció mediante Ley de la República esa misma condición de fundador a otro miembro de la misma familia Quesada, su primo Mercedes Quesada Quesada (hijo de Ramón Quezada Benavides y nieto de Ricardo Quezada Ulate), cuando en 1914 el Congreso de Costa Rica así lo reconoció mediante ley de la República.

## Historia
Durante la era precolombina, la zona de Quesada estuvo habitada por botos y fue, durante la conquista, zona de refugio debido al escaso interés de los españoles por dominarla. El primer conquistador español que ingresó a la zona fue Jerónimo de Retes y López de Ortega en 1640, fundando el pueblo de San Jerónimo de los Votos.
En 1884, José María Quesada Ugalde, los hermanos Baltazar y Joaquín Quesada Rodríguez, y Mercedes Quesada Quesada, todos los 4 familiares entre sí y procedentes de los cantones de Palmares y Grecia, reclamaron para sí las tierras que de las llanuras de San Carlos y que hoy constituyen los territorios aledaños a Quesada. A partir de 1884 inició la construcción de calles y aceras, y se formó un caserío llamado "La Unión".  Así inició la inmigración de diversas familias, y la zona fue poblada. Cuando José María Quesada falleció, Joaquín Quesada adquirió muchos de sus terrenos y formó un cuadrante para los demás habitantes, donando tierras para un cementerio, una ermita que hoy es la Catedral de San Carlos de Borromeo (sede de la Diócesis de Quesada), una escuela y más. Más tarde se reconoció mediante Ley de la República a Mercedes Quesada Quesada, cuando en 1914 el Congreso de Costa Rica dictaminó:

En atención a los desinteresados e importantes servicios prestados al país por don Mercedes Quesada y Quesada en el descubrimiento de la región habitada por los indios guatusos, y en la apertura de una verdadera picada desde Los Bajos de San Carlos hasta el Gran Lago de Nicaragua, vereda que después ha sido ampliada por el Gobierno como camino de herradura, teniendo en cuenta que el señor Quesada invirtió en dichas empresas dinero de su propio peculio, de que nunca ha sido reintegrado, y considerando también las condiciones en que se halla el señor Quesada. Decreta: Artículo 1°- Dónanse al expresado don Mercedes Quesada cuatrocientas hectáreas de terreno en los baldíos de la República, los cuales localizará en la provincia de Alajuela. Los gastos de medida de la tierra que se dona se harán por cuenta del Tesoro Público, y el señor Quesada tendrá también libre de todo impuesto o derecho fiscal la obtención de su título de propiedad.- Artículo 2°- La donación que por este decreto se hace a señor Quesada, no podrá ser perseguida por ningún acreedor suyo.- Al Poder Ejecutivo.- Dado en el Salón se Sesiones del Congreso - Palacio Nacional, San José, a los doce días del mes de junio de mil novecientos catorce.

El 26 de septiembre de 1911, La Unión recibió el título de villa al pueblo de Quesada en honor de sus fundadores, todos de apellido Quesada y miembros de una distinguida familia costarricense y descendientes directos del Alférez José de Quezada-Ruíz y Jiménez "El Malagueño" (n. Málaga 1666; f. Cartago 1723), y se estableció como cabecera del cantón, fundado en esa misma ocasión. El 8 de julio de 1953, se le confirió al distrito de Quesada el título de ciudad al pueblo de Quesada.

### Diócesis
El 25 de julio de 1995 se la erigió en diócesis con el nombre de Diócesis de Quesada; Dioecesis Civitatis Quesadensis, que, con asiento precisamente en esa ciudad, fue erecta por San Juan Pablo II a través de la bula papal  "Maiori Christifidelium Bono" ( A.A.S., vol. LXXXVII (1995), n. 12, pp. 1086-1088).

## Ubicación
Se ubica al norte de la provincia de Alajuela en Costa Rica. Está a 59 km al noroeste de la ciudad capital de la provincia, Alajuela, y a 90,9 km de la capital de la nación, San José. El Distrito de Quesada limita al este con La Palmera, al oeste con Florencia, al suroeste con Buenavista y al sur con el cantón de Zarcero.

## Geografía
Quesada cuenta con un área de 143,48 km² y una altitud media de 656 m s. n. m.
Se encuentra al pie de la Cordillera Volcánica Central en el borde sur de la Llanura de San Carlos, una amplia llanura que forma parte importante de la vertiente del mar Caribe en el norte de Costa Rica.

### Hidrografía
La principal cuenca hidrográfica del pueblo de Quesada es que la que surge del Río San Carlos en la Subvertiente Norte, la cual, además de ser larga, caudalosa y navegable, es utilizada para la ganadería y la agricultura de la ciudad.

### Orografía
Quesada, se encuentra al pie de la Cordillera Volcánica Central, una cordillera de 80 km de largo que se extiende desde el paso de Tapezco hasta el volcán Turrialba y finaliza en el río Pacuare. Al extremo este de la ciudad se encuentra el volcán Platanar, uno de los volcanes del parque nacional Juan Castro Blanco.

## Clima
Quesada pertenece al régimen de precipitación del Caribe, por lo que el clima es lluvioso todo el año, situación que disminuye en febrero, marzo y abril. Predominantemente, los vientos llegan del este con un velocidad promedio de 10,7 km/h. Quesada presenta las mayores precipitaciones de la Zona Norte de Costa Rica. Según la Clasificación de Köppen, Quesada presenta un clima de tipo tropical/megatermal ecuatorial.

## Demografía
Para el año 2022, Quesada cuenta con una población estimada de 46 975 habitantes, y para el último censo efectuado, en 2011, Quesada contaba con una población de 42 060 habitantes.</ref> Población: INEC.

## Cultura

### Educación
La primera escuela fue construida en 1900, y en 1927 se inauguró la Escuela Juan Chaves Rojas, la más antigua que aún existe. En 1945, el Liceo San Carlos comenzó a operar; aunque no fue sino hasta 1955, durante la primera presidencia de José Figueres Ferrer, que se estableció como liceo. El Colegio Técnico Profesional Regional (CTPR) San Carlos, la primera y única institución técnica gubernamental en Quesada, fue fundada en 1980, pero no inició sus operaciones hasta 1982.

## Localidades

Barrio San Antonio de Ciudad Quesada.

Archivo Oficial de División Territorial Administrativa de Costa Rica, los topónimos oficiales, aprobadas por medio de Leyes, y Decretos de la República de Costa Rica.
- Barrios: Alto Cruz, Ana Mercedes, Ángeles, Arco Iris, Bajo Los Arce, Bajo Lourdes, Baltazar Quesada, Belén, Bellavista, Carmen, Casilda Matamoros, Cementerio, Coocique, Colina 1, Colina 2, Corazón de Jesús, Corobicí, Don Victorino, El Campo, Gamonales, Guadalupe, La Cruz, La Leila, La Margarita, La Roca, La Torre, Los Abuelos, Lomas del Norte, Lutz, Meco, Mercedes, Peje, San Antonio, San Gerardo, San Martín, San Pablo, San Roque, Santa Fe, Selva Verde, Unión y Villarreal.
- Poblados: Abundancia, Brumas, Guerrero, San Ramón (Cariblanca), Cedral Norte, Cedral Sur, Colón, Dulce Nombre, Leones, Lindavista, Manzanos, Montañitas, Palmas, Porvenir, San Juan (Quebrada Palo), Ronrón Abajo, Ronrón Arriba, San Isidro, San José de la Montaña, San Luis, San Rafael, San Vicente, Sucre y Tesalia.

## Transporte

Terminal de buses de Plaza San Carlos en Barrio La Union de Ciudad Quesada.

### Carreteras
Al distrito lo atraviesan las siguientes rutas nacionales de carretera:
- Ruta nacional 140
- Ruta nacional 141
- Ruta nacional 700
- Ruta nacional 748